# Laetacara curviceps
Laetacara curviceps (або прапор-акара) — карликова цихліда, що живе в тихохідних річках і струмках, а також ставках та озерах у районі басейну річки Амазонки. Прапор-акари, зазвичай, містяться в акваріумах, хоча вони були популярніші в минулому, в наш час[коли?] інші карликові цихліди, такі як апістограми та «рамірезки», стали улюбленцями.

## Утримання
Цей вид дуже мирний у порівнянні з більшістю інших цихлід, і не вириває з корінням рослини. Вони живуть у старій злегка м'якій (dGH до 13°) і кислій (pH 6,5-7,0) воді, що довго не змінюється. Температуру води бажано утримувати на рівні 24-26 °C. Корм живий, бажано підгодовувати рослинною їжею (елодея, мох). Аерація та фільтрація води, необхідна замена 1/3 води на тиждень.
Прапор-акари є ідеальними для загальних ємностей об'ємом 40 і більше літрів завдовжки понад 50 см з іншими мирними амазонськими рибами, такими, як тетри і апістограми.
| Рекомендовані умови утримання | Рекомендовані умови утримання |
| ----------------------------- | ----------------------------- |
| Ємність                       | велика                        |
| Температура води              | 22—26 °C                      |
| Твердість води                | до 5—12 °n                    |
| Величина pH                   | 5,2—7,5                       |
| корм                          | живий, пластівці, «заморозка» |

### Розмноження
Прапор-акара може почати нереститись у дуже ранньому віці при розмірі тіла близько 4 см. Розмноження цих риб не викликають труднощів, достатньо добре за ними доглядати, утримувати акваріум в чистоті та давати багато живого корму.
Нерест бажано проводити в окремій ємності об'ємом не менше 45 л з м'якою (dGH менше 13°) й кислою (pH 6,5-6,8) водою з температурою 28-30 °C.
Пара відкладає ікру, як правило, на плоску поверхню каменю, квіткового глечика, широколистяну рослину, але може відкласти й безпосередньо на гравій. Продуктивність 150—200 ікринок.
Через 3-4 доби ікра перетвориться в личинок. Самець ротом переносить їх у невеличку підготовлену ямку. Самка несе варту біля каменю, де проходить виклів личинок. На 5-7 днів попливе мальок. Мальок дуже маленький, стартовим кормом може слугувати науплії солоноводної артемії. Як корм можна давати будь-який доступний мілкий корм для рибок.
Молоді пари першу ікру можуть з'їсти протягом 1-2 днів. Надалі нерест проходить нормально. За потомством доглядають обоє батьків однаково. Мальки знаходяться під захистом батьків до того часу поки достатньо підростуть, щоб піклуватись про себе самостійно.